# Jégtánc az 1998. évi téli olimpiai játékokon
Az 1998. évi téli olimpiai játékokon a műkorcsolya jégtánc versenyszámát február 13. és 16. között rendezték. A versenyt az orosz Okszana Griscsuk–Jevgenyij Platov-kettős nyerte. A versenyszámban nem vett részt magyar páros.

## Eredmények
Az egyes szakaszokban (első és második kötelező tánc, rövid program, kűr) kilenc bíró pontozta a versenyzőket. A pontok alapján a bírók mindegyikénél külön-külön kialakult egy sorrend az egyes szakaszokra vonatkozóan és ez egy helyezési pontszámot is jelentett. Ha egy pontozónál holtverseny alakult ki, akkor a rövid programban a kötelező elemekre kapott pontszám, a kűrben pedig a művészi hatás pontszáma döntött. Az egyes szakaszok eredménye a következő kritériumok alapján alakult ki:
1. „Többségi helyezések száma”. Az a versenyző végzett előrébb, akit a bírók többsége előrébb rangsorolt. A bírók többsége azt jelentette, hogy a legjobb 5 helyezést adó bíró helyezési pontszámait vették figyelembe, de ha az 5. bíró helyezésével még volt azonos helyezés, akkor az(oka)t is figyelembe vették. Ezt az adatot tartalmazza az oszlop. (Pl. a „6×3+” azt jelenti, hogy a versenyző 6 bírónál az első 3 hely valamelyikén végzett.)
2. „Többségi helyezések összege” (a figyelembe vett bírók helyezési pontszámainak összege)
3. „Helyezések összege” (az összes bíró helyezési pontszámainak összege)

A versenyszám végeredményét az összesített helyezési pontszám határozta meg, amely az alábbiak összegéből állt:
- Az első kötelező tánc helyezési pontszámának 0,2-szerese (az összesítés 10%-a),
- A második kötelező tánc helyezési pontszámának 0,2-szerese (az összesítés 10%-a),
- Az eredeti (original) tánc helyezési pontszámának 0,6-szerese (az összesítés 30%-a),
- A kűr helyezési pontszámának 1-szerese (az összesítés 50%-a).

Az alacsonyabb helyezési pontszámmal rendelkező versenyző végzett előrébb. Egyenlő helyezési pontszám esetén a kűrben elért jobb helyezés döntött.

### Első kötelező tánc
A kötelező táncokat február 13-án rendezték.
| Hely. | Versenyzők                                                        | Többségi helyezések száma | Többségi helyezések összege | Helyezések összege | Pont  | Helyezési pontszám |
| ----- | ----------------------------------------------------------------- | ------------------------- | --------------------------- | ------------------ | ----- | ------------------ |
| 1.    | Oroszország (RUS)-1 · Okszana Griscsuk · Jevgenyij Platov         | 7×1+                      | 7,0                         | 11,0               | 103,8 | 0,2                |
| 2.    | Oroszország (RUS)-2 · Anzselika Krilova · Oleg Ovszjannyikov      | 9×2+                      | 16,0                        | 16,0               | 103,6 | 0,4                |
| 3.    | Franciaország (FRA)-1 · Marina Anissina · Gwendal Peizerat        | 7×3+                      | 21,0                        | 29,0               | 101,5 | 0,6                |
| 4.    | Oroszország (RUS)-3 · Irina Lobacseva · Ilja Averbuh              | 5×4+                      | 20,0                        | 45,0               | 99,6  | 0,8                |
| 5.    | Kanada (CAN)-1 · Shae-Lynn Bourne · Victor Kraatz                 | 9×5+                      | 39,0                        | 39,0               | 100,5 | 1,0                |
| 6.    | Olaszország (ITA)-1 · Barbara Fusar-Poli · Maurizio Margaglio     | 6×6+                      | 36,0                        | 57,0               | 98,0  | 1,2                |
| 7.    | Egyesült Államok (USA)-1 · Elizabeth Punsalan · Jerod Swallow     | 9×7+                      | 58,0                        | 58,0               | 98,4  | 1,4                |
| 8.    | Litvánia (LTU) · Margarita Drobiazko · Povilas Vanagas            | 6×9+                      | 51,0                        | 82,0               | 94,6  | 1,6                |
| 9.    | Ukrajna (UKR)-1 · Irina Romanova · Ihor Jarosenko                 | 5×9+                      | 41,0                        | 86,0               | 94,1  | 1,8                |
| 10.   | Franciaország (FRA)-2 · Sophie Moniotte · Pascal Lavanchy         | 9×10+                     | 81,0                        | 81,0               | 94,7  | 2,0                |
| 11.   | Németország (GER) · Kati Winkler · René Lohse                     | 6×11+                     | 63,0                        | 100,0              | 92,4  | 2,2                |
| 12.   | Lengyelország (POL) · Sylwia Nowak · Sebastian Kolasiński         | 5×11+                     | 50,0                        | 102,0              | 91,5  | 2,4                |
| 13.   | Csehország (CZE) · Kateřina Mrázová · Martin Šimeček              | 9×13+                     | 113,0                       | 113,0              | 89,8  | 2,6                |
| 14.   | Fehéroroszország (BLR) · Taccjana Navka · Mikalaj Marozav         | 6×14+                     | 83,0                        | 136,0              | 86,2  | 2,8                |
| 15.   | Ukrajna (UKR)-2 · Olena Hrusina · Ruszlan Honcsarov               | 5×15+                     | 71,0                        | 137,0              | 85,1  | 3,0                |
| 16.   | Olaszország (ITA)-2 · Diane Gerencser · Pasquale Camerlengo       | 5×16+                     | 78,0                        | 149,0              | 84,0  | 3,2                |
| 17.   | Izrael (ISR) · Galit Hait · Szergej Szahnovszkij                  | 9×17+                     | 147,0                       | 147,0              | 83,8  | 3,4                |
| 18.   | Bulgária (BUL) · Albena Denkova · Makszim Sztaviszki              | 7×18+                     | 122,0                       | 161,0              | 82,2  | 3,6                |
| 19.   | Kanada (CAN)-2 · Chantal Lefebvre · Michel Brunet                 | 7×19+                     | 123,0                       | 164,0              | 81,4  | 3,8                |
| 20.   | Franciaország (FRA)-3 · Dominique Deniaud · Martial Jaffredo      | 7×21+                     | 139,0                       | 183,0              | 79,5  | 4,0                |
| 21.   | Japán (JPN) · Kavai Aja · Tanaka Hirosi                           | 6×22+                     | 125,0                       | 195,0              | 77,4  | 4,2                |
| 22.   | Egyesült Államok (USA)-2 · Jessica Joseph · Charles Butler        | 5×22+                     | 105,0                       | 199,0              | 77,1  | 4,4                |
| 23.   | Kazahsztán (KAZ) · Jelizaveta Sztyekolnyikova · Dmitrij Kazarliga | 5×22+                     | 108,0                       | 203,0              | 76,8  | 4,6                |
| 24.   | Örményország (ARM) · Kszenja Szmetanenko · Szamvel Gjozaljan      | 6×23+                     | 133,0                       | 205,0              | 76,4  | 4,8                |

### Második kötelező tánc
| Hely. | Versenyzők                                                        | Többségi helyezések száma | Többségi helyezések összege | Helyezések összege | Pont  | Helyezési pontszám |
| ----- | ----------------------------------------------------------------- | ------------------------- | --------------------------- | ------------------ | ----- | ------------------ |
| 1.    | Oroszország (RUS)-1 · Okszana Griscsuk · Jevgenyij Platov         | 8×1+                      | 8,0                         | 10,0               | 104,9 | 0,2                |
| 2.    | Oroszország (RUS)-2 · Anzselika Krilova · Oleg Ovszjannyikov      | 9×2+                      | 17,0                        | 17,0               | 103,9 | 0,4                |
| 3.    | Franciaország (FRA)-1 · Marina Anissina · Gwendal Peizerat        | 6×3+                      | 18,0                        | 30,0               | 101,8 | 0,6                |
| 4.    | Kanada (CAN)-1 · Shae-Lynn Bourne · Victor Kraatz                 | 8×4+                      | 29,0                        | 34,0               | 100,8 | 0,8                |
| 5.    | Oroszország (RUS)-3 · Irina Lobacseva · Ilja Averbuh              | 9×5+                      | 44,0                        | 44,0               | 99,5  | 1,0                |
| 6.    | Olaszország (ITA)-1 · Barbara Fusar-Poli · Maurizio Margaglio     | 8×6+                      | 47,0                        | 54,0               | 98,4  | 1,2                |
| 7.    | Egyesült Államok (USA)-1 · Elizabeth Punsalan · Jerod Swallow     | 8×7+                      | 55,0                        | 63,0               | 97,7  | 1,4                |
| 8.    | Ukrajna (UKR)-1 · Irina Romanova · Ihor Jarosenko                 | 5×8+                      | 40,0                        | 84,0               | 95,1  | 1,6                |
| 9.    | Litvánia (LTU) · Margarita Drobiazko · Povilas Vanagas            | 8×9+                      | 67,0                        | 77,0               | 96,2  | 1,8                |
| 10.   | Franciaország (FRA)-2 · Sophie Moniotte · Pascal Lavanchy         | 7×10+                     | 65,0                        | 87,0               | 94,7  | 2,0                |
| 11.   | Németország (GER) · Kati Winkler · René Lohse                     | 6×11+                     | 63,0                        | 99,0               | 93,4  | 2,2                |
| 12.   | Lengyelország (POL) · Sylwia Nowak · Sebastian Kolasiński         | 8×12+                     | 89,0                        | 102,0              | 92,6  | 2,4                |
| 13.   | Csehország (CZE) · Kateřina Mrázová · Martin Šimeček              | 8×13+                     | 103,0                       | 117,0              | 90,6  | 2,6                |
| 14.   | Izrael (ISR) · Galit Hait · Szergej Szahnovszkij                  | 5×15+                     | 72,0                        | 137,0              | 86,4  | 2,8                |
| 15.   | Fehéroroszország (BLR) · Taccjana Navka · Mikalaj Marozav         | 5×15+                     | 72,0                        | 141,0              | 86,9  | 3,0                |
| 16.   | Ukrajna (UKR)-2 · Olena Hrusina · Ruszlan Honcsarov               | 6×16+                     | 88,0                        | 139,0              | 86,8  | 3,2                |
| 17.   | Olaszország (ITA)-2 · Diane Gerencser · Pasquale Camerlengo       | 5×16+                     | 78,0                        | 149,0              | 85,1  | 3,4                |
| 18.   | Bulgária (BUL) · Albena Denkova · Makszim Sztaviszki              | 5×18+                     | 90,0                        | 171,0              | 82,2  | 3,6                |
| 19.   | Kanada (CAN)-2 · Chantal Lefebvre · Michel Brunet                 | 6×19+                     | 101,0                       | 162,0              | 83,0  | 3,8                |
| 20.   | Egyesült Államok (USA)-2 · Jessica Joseph · Charles Butler        | 6×21+                     | 122,0                       | 191,0              | 79,2  | 4,0                |
| 21.   | Franciaország (FRA)-3 · Dominique Deniaud · Martial Jaffredo      | 5×21+                     | 100,0                       | 192,0              | 79,9  | 4,2                |
| 22.   | Kazahsztán (KAZ) · Jelizaveta Sztyekolnyikova · Dmitrij Kazarliga | 6×22+                     | 121,0                       | 192,0              | 79,6  | 4,4                |
| 23.   | Japán (JPN) · Kavai Aja · Tanaka Hirosi                           | 5×22+                     | 105,0                       | 200,0              | 78,2  | 4,6                |
| 24.   | Örményország (ARM) · Kszenja Szmetanenko · Szamvel Gjozaljan      | 7×23+                     | 157,0                       | 205,0              | 78,2  | 4,8                |

### Eredeti (original) tánc
Az original táncot február 15-én rendezték.
| Hely. | Versenyzők                                                        | Többségi helyezések száma | Többségi helyezések összege | Helyezések összege | Pont  | Helyezési pontszám |
| ----- | ----------------------------------------------------------------- | ------------------------- | --------------------------- | ------------------ | ----- | ------------------ |
| 1.    | Oroszország (RUS)-1 · Okszana Griscsuk · Jevgenyij Platov         | 5×1+                      | 5,0                         | 13,0               | 105,0 | 0,6                |
| 2.    | Oroszország (RUS)-2 · Anzselika Krilova · Oleg Ovszjannyikov      | 9×2+                      | 14,0                        | 14,0               | 104,9 | 1,2                |
| 3.    | Franciaország (FRA)-1 · Marina Anissina · Gwendal Peizerat        | 6×3+                      | 18,0                        | 30,0               | 102,2 | 1,8                |
| 4.    | Kanada (CAN)-1 · Shae-Lynn Bourne · Victor Kraatz                 | 5×4+                      | 18,0                        | 38,0               | 101,5 | 2,4                |
| 5.    | Oroszország (RUS)-3 · Irina Lobacseva · Ilja Averbuh              | 9×5+                      | 40,0                        | 40,0               | 100,8 | 3,0                |
| 6.    | Olaszország (ITA)-1 · Barbara Fusar-Poli · Maurizio Margaglio     | 6×6+                      | 36,0                        | 57,0               | 98,8  | 3,6                |
| 7.    | Egyesült Államok (USA)-1 · Elizabeth Punsalan · Jerod Swallow     | 9×7+                      | 60,0                        | 60,0               | 98,4  | 4,2                |
| 8.    | Litvánia (LTU) · Margarita Drobiazko · Povilas Vanagas            | 8×8+                      | 64,0                        | 73,0               | 96,4  | 4,8                |
| 9.    | Németország (GER) · Kati Winkler · René Lohse                     | 5×9+                      | 44,0                        | 87,0               | 94,6  | 5,4                |
| 10.   | Ukrajna (UKR)-1 · Irina Romanova · Ihor Jarosenko                 | 5×10+                     | 47,0                        | 93,0               | 93,7  | 6,0                |
| 11.   | Lengyelország (POL) · Sylwia Nowak · Sebastian Kolasiński         | 6×11+                     | 62,0                        | 99,0               | 93,3  | 6,6                |
| 12.   | Franciaország (FRA)-2 · Sophie Moniotte · Pascal Lavanchy         | 5×11+                     | 50,0                        | 98,0               | 93,9  | 7,2                |
| 13.   | Csehország (CZE) · Kateřina Mrázová · Martin Šimeček              | 6×13+                     | 78,0                        | 124,0              | 89,8  | 7,8                |
| 14.   | Izrael (ISR) · Galit Hait · Szergej Szahnovszkij                  | 8×14+                     | 110,0                       | 125,0              | 89,6  | 8,4                |
| 15.   | Ukrajna (UKR)-2 · Olena Hrusina · Ruszlan Honcsarov               | 6×15+                     | 85,0                        | 136,0              | 88,3  | 9,0                |
| 16.   | Olaszország (ITA)-2 · Diane Gerencser · Pasquale Camerlengo       | 6×16+                     | 95,0                        | 147,0              | 86,0  | 9,6                |
| 17.   | Fehéroroszország (BLR) · Taccjana Navka · Mikalaj Marozav         | 6×17+                     | 96,0                        | 154,0              | 84,9  | 10,2               |
| 18.   | Bulgária (BUL) · Albena Denkova · Makszim Sztaviszki              | 6×18+                     | 107,0                       | 165,0              | 83,3  | 10,8               |
| 19.   | Kanada (CAN)-2 · Chantal Lefebvre · Michel Brunet                 | 5×18+                     | 86,0                        | 165,0              | 82,7  | 11,4               |
| 20.   | Egyesült Államok (USA)-2 · Jessica Joseph · Charles Butler        | 5×20+                     | 93,0                        | 179,0              | 80,7  | 12,0               |
| 21.   | Franciaország (FRA)-3 · Dominique Deniaud · Martial Jaffredo      | 8×22+                     | 169,0                       | 192,0              | 80,0  | 12,6               |
| 22.   | Kazahsztán (KAZ) · Jelizaveta Sztyekolnyikova · Dmitrij Kazarliga | 5×22+                     | 105,0                       | 199,0              | 78,6  | 13,2               |
| 23.   | Japán (JPN) · Kavai Aja · Tanaka Hirosi                           | 8×23+                     | 179,0                       | 203,0              | 78,8  | 13,8               |
| 24.   | Örményország (ARM) · Kszenja Szmetanenko · Szamvel Gjozaljan      | 9×24+                     | 207,0                       | 207,0              | 76,9  | 14,4               |

### Kűr
A kűrt február 16-án rendezték.
| Hely. | Versenyzők                                                        | Többségi helyezések száma | Többségi helyezések összege | Helyezések összege | Pont  | Helyezési pontszám |
| ----- | ----------------------------------------------------------------- | ------------------------- | --------------------------- | ------------------ | ----- | ------------------ |
| 1.    | Oroszország (RUS)-1 · Okszana Griscsuk · Jevgenyij Platov         | 9×1+                      | 9,0                         | 9,0                | 105,7 | 1,0                |
| 2.    | Oroszország (RUS)-2 · Anzselika Krilova · Oleg Ovszjannyikov      | 8×2+                      | 16,0                        | 19,0               | 104,8 | 2,0                |
| 3.    | Kanada (CAN)-1 · Shae-Lynn Bourne · Victor Kraatz                 | 5×3+                      | 14,0                        | 30,0               | 103,1 | 3,0                |
| 4.    | Franciaország (FRA)-1 · Marina Anissina · Gwendal Peizerat        | 8×4+                      | 28,0                        | 33,0               | 102,9 | 4,0                |
| 5.    | Oroszország (RUS)-3 · Irina Lobacseva · Ilja Averbuh              | 8×5+                      | 39,0                        | 45,0               | 101,8 | 5,0                |
| 6.    | Olaszország (ITA)-1 · Barbara Fusar-Poli · Maurizio Margaglio     | 6×6+                      | 36,0                        | 57,0               | 100,0 | 6,0                |
| 7.    | Egyesült Államok (USA)-1 · Elizabeth Punsalan · Jerod Swallow     | 9×7+                      | 59,0                        | 59,0               | 100,3 | 7,0                |
| 8.    | Litvánia (LTU) · Margarita Drobiazko · Povilas Vanagas            | 8×8+                      | 64,0                        | 73,0               | 98,2  | 8,0                |
| 9.    | Ukrajna (UKR)-1 · Irina Romanova · Ihor Jarosenko                 | 6×9+                      | 54,0                        | 85,0               | 96,4  | 9,0                |
| 10.   | Németország (GER) · Kati Winkler · René Lohse                     | 9×10+                     | 86,0                        | 86,0               | 96,6  | 10,0               |
| 11.   | Franciaország (FRA)-2 · Sophie Moniotte · Pascal Lavanchy         | 5×11+                     | 54,0                        | 102,0              | 94,9  | 11,0               |
| 12.   | Lengyelország (POL) · Sylwia Nowak · Sebastian Kolasiński         | 5×12+                     | 56,0                        | 110,0              | 93,2  | 12,0               |
| 13.   | Csehország (CZE) · Kateřina Mrázová · Martin Šimeček              | 7×13+                     | 88,0                        | 116,0              | 93,1  | 13,0               |
| 14.   | Izrael (ISR) · Galit Hait · Szergej Szahnovszkij                  | 7×15+                     | 98,0                        | 130,0              | 91,1  | 14,0               |
| 15.   | Ukrajna (UKR)-2 · Olena Hrusina · Ruszlan Honcsarov               | 7×15+                     | 101,0                       | 133,0              | 90,9  | 15,0               |
| 16.   | Fehéroroszország (BLR) · Taccjana Navka · Mikalaj Marozav         | 8×16+                     | 121,0                       | 138,0              | 90,2  | 16,0               |
| 17.   | Olaszország (ITA)-2 · Diane Gerencser · Pasquale Camerlengo       | 9×17+                     | 152,0                       | 152,0              | 88,5  | 17,0               |
| 18.   | Bulgária (BUL) · Albena Denkova · Makszim Sztaviszki              | 6×18+                     | 108,0                       | 167,0              | 86,1  | 18,0               |
| 19.   | Kanada (CAN)-2 · Chantal Lefebvre · Michel Brunet                 | 8×19+                     | 150,0                       | 171,0              | 85,5  | 19,0               |
| 20.   | Franciaország (FRA)-3 · Dominique Deniaud · Martial Jaffredo      | 6×20+                     | 116,0                       | 180,0              | 83,9  | 20,0               |
| 21.   | Egyesült Államok (USA)-2 · Jessica Joseph · Charles Butler        | 7×21+                     | 143,0                       | 188,0              | 82,7  | 21,0               |
| 22.   | Kazahsztán (KAZ) · Jelizaveta Sztyekolnyikova · Dmitrij Kazarliga | 9×22+                     | 195,0                       | 195,0              | 82,0  | 22,0               |
| 23.   | Japán (JPN) · Kavai Aja · Tanaka Hirosi                           | 7×23+                     | 160,0                       | 208,0              | 80,2  | 23,0               |
| 24.   | Örményország (ARM) · Kszenja Szmetanenko · Szamvel Gjozaljan      | 9×24+                     | 214,0                       | 214,0              | 79,4  | 24,0               |

### Végeredmény
| Helyezés | Versenyzők                                                        | Helyezési pontszámok | Helyezési pontszámok  | Helyezési pontszámok    | Helyezési pontszámok | Helyezési pontszámok |
| Helyezés | Versenyzők                                                        | Első kötelező tánc   | Második kötelező tánc | Eredeti (original) tánc | Kűr                  | Összesen             |
| -------- | ----------------------------------------------------------------- | -------------------- | --------------------- | ----------------------- | -------------------- | -------------------- |
| Arany    | Oroszország (RUS)-1 · Okszana Griscsuk · Jevgenyij Platov         | 0,2                  | 0,2                   | 0,6                     | 1,0                  | 2,0                  |
| Ezüst    | Oroszország (RUS)-2 · Anzselika Krilova · Oleg Ovszjannyikov      | 0,4                  | 0,4                   | 1,2                     | 2,0                  | 4,0                  |
| Bronz    | Franciaország (FRA)-1 · Marina Anissina · Gwendal Peizerat        | 0,6                  | 0,6                   | 1,8                     | 4,0                  | 7,0                  |
| 4.       | Kanada (CAN)-1 · Shae-Lynn Bourne · Victor Kraatz                 | 1,0                  | 0,8                   | 2,4                     | 3,0                  | 7,2                  |
| 5.       | Oroszország (RUS)-3 · Irina Lobacseva · Ilja Averbuh              | 0,8                  | 1,0                   | 3,0                     | 5,0                  | 9,8                  |
| 6.       | Olaszország (ITA)-1 · Barbara Fusar-Poli · Maurizio Margaglio     | 1,2                  | 1,2                   | 3,6                     | 6,0                  | 12,0                 |
| 7.       | Egyesült Államok (USA)-1 · Elizabeth Punsalan · Jerod Swallow     | 1,4                  | 1,4                   | 4,2                     | 7,0                  | 14,0                 |
| 8.       | Litvánia (LTU) · Margarita Drobiazko · Povilas Vanagas            | 1,6                  | 1,8                   | 4,8                     | 8,0                  | 16,2                 |
| 9.       | Ukrajna (UKR)-1 · Irina Romanova · Ihor Jarosenko                 | 1,8                  | 1,6                   | 6,0                     | 9,0                  | 18,4                 |
| 10.      | Németország (GER) · Kati Winkler · René Lohse                     | 2,2                  | 2,2                   | 5,4                     | 10,0                 | 19,8                 |
| 11.      | Franciaország (FRA)-2 · Sophie Moniotte · Pascal Lavanchy         | 2,0                  | 2,0                   | 7,2                     | 11,0                 | 22,2                 |
| 12.      | Lengyelország (POL) · Sylwia Nowak · Sebastian Kolasiński         | 2,4                  | 2,4                   | 6,6                     | 12,0                 | 23,4                 |
| 13.      | Csehország (CZE) · Kateřina Mrázová · Martin Šimeček              | 2,6                  | 2,6                   | 7,8                     | 13,0                 | 26,0                 |
| 14.      | Izrael (ISR) · Galit Hait · Szergej Szahnovszkij                  | 3,4                  | 2,8                   | 8,4                     | 14,0                 | 28,6                 |
| 15.      | Ukrajna (UKR)-2 · Olena Hrusina · Ruszlan Honcsarov               | 3,0                  | 3,2                   | 9,0                     | 15,0                 | 30,2                 |
| 16.      | Fehéroroszország (BLR) · Taccjana Navka · Mikalaj Marozav         | 2,8                  | 3,0                   | 10,2                    | 16,0                 | 32,0                 |
| 17.      | Olaszország (ITA)-2 · Diane Gerencser · Pasquale Camerlengo       | 3,2                  | 3,4                   | 9,6                     | 17,0                 | 33,2                 |
| 18.      | Bulgária (BUL) · Albena Denkova · Makszim Sztaviszki              | 3,6                  | 3,6                   | 10,8                    | 18,0                 | 36,0                 |
| 19.      | Kanada (CAN)-2 · Chantal Lefebvre · Michel Brunet                 | 3,8                  | 3,8                   | 11,4                    | 19,0                 | 38,0                 |
| 20.      | Franciaország (FRA)-3 · Dominique Deniaud · Martial Jaffredo      | 4,0                  | 4,2                   | 12,6                    | 20,0                 | 40,8                 |
| 21.      | Egyesült Államok (USA)-2 · Jessica Joseph · Charles Butler        | 4,4                  | 4,0                   | 12,0                    | 21,0                 | 41,4                 |
| 22.      | Kazahsztán (KAZ) · Jelizaveta Sztyekolnyikova · Dmitrij Kazarliga | 4,6                  | 4,4                   | 13,2                    | 22,0                 | 44,2                 |
| 23.      | Japán (JPN) · Kavai Aja · Tanaka Hirosi                           | 4,2                  | 4,6                   | 13,8                    | 23,0                 | 45,6                 |
| 24.      | Örményország (ARM) · Kszenja Szmetanenko · Szamvel Gjozaljan      | 4,8                  | 4,8                   | 14,4                    | 24,0                 | 48,0                 |